# Худ, Артур, 2-й виконт Бридпорт
Артур Веллингтон Александр Нельсон Худ, 2-й виконт Бридпорт (англ. Arthur Wellington Alexander Nelson Hood, 2nd Viscount Bridport15 декабря 1839 — 28 марта 1924) — британский пэр и офицер.

## Происхождение
Родился 15 декабря 1839 года. Старший сын генерала Александра Худа, 1-го виконта Бридпорта (1814—1904), 4-го герцога Бронте на Сицилии, и его жены леди Мэри Пенелопы Хилл (1817—1884), дочери Артура Хилла, 3-го маркиза Дауншира.

## Карьера
Он стал капитаном 25-го пехотного полка в 1857 году, уйдя в отставку из армии в 1870 году. Он служил мировым судьей в Сомерсете и был произведен в кавалеры ордена Бани в мае 1892 года. Он служил депутатом Палаты общин от Консервативной партии в Западном Сомерсете (1868—1883). В 1898 году его отец продал семейное поместье в Крикет-Сент-Томас в Сомерсете производителю шоколада Фрэнсису Фраю, так как поместье было заложено в большую сумму. Выйдя в отставку, он был полковником кавалерии йоменов Западного Сомерсета (1872-95).
4 июня 1904 года в возрасте 65 лет он унаследовал английские титулы своего отца (2-й виконт Бридпорт и 4-й барон Бридпорт), однако его отец завещал сицилийский титул герцога Бронте и сопутствующее ему большое поместье своему младшему сыну сэру Александру Нельсону Худу, 5-му герцогу Бронте (1854—1937), который умер неженатым.

## Брак и дети

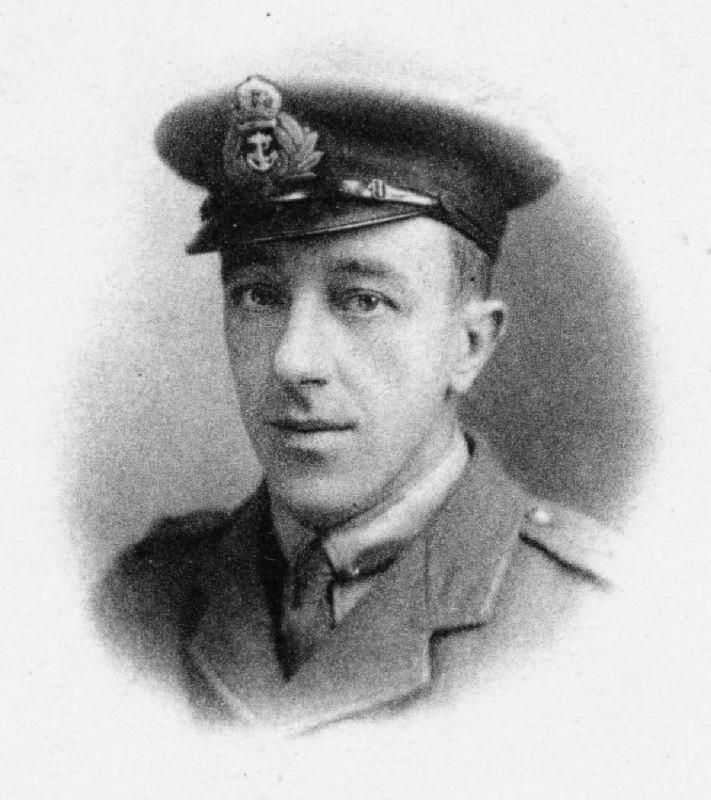
Достопочтенный лейтенант Морис Генри Нельсон Худ (1881—1915), сын и наследник 2-го виконта, погиб в возрасте 34 лет в бою при Галлиполи

4 апреля 1872 года Артур Худ женился на леди Мэри Джорджиане Джулии Фокс-Стрэнгуэйс (? — 12 октября 1922), дочери достопочтенного Джона Джорджа Чарльза Фокс-Стрэнгуэйса (от его жены Амелии Марджорибэнкс) и сестре Генри Фокс-Стрэнгуэйса, 5-го графа Илчестера (1847—1905). У супругов было четверо детей:
- Достопочтенная Мэри Худ (19 января 1873 — 28 ноября 1934), жена с 1898 года сэра Герберта Кука, 3-го баронета (1868—1939)
- Достопочтенная Сибил Эми Худ (10 августа 1874 — 8 марта 1956)
- Александр Джон Нельсон Худ (13 августа 1876 — 31 августа 1877)
- Лейтенант Морис Генри Нельсон Худ (16 января 1881 — 4 июня 1915)[4], он женился на Этель Роуз Кендалл (ок. 1890—1931), актрисе под сценическим именем «Эйлин Орм»[5], дочери Чарльза Кендалла и двоюродной сестре актрисы Дениз Орм (1885—1960) (Джесси Смитер, герцогиня Лейнстера)[6] . Отец Роуленда Худа, 3-го виконта Бридпорта.

## Смерть и погребение
Виконт Бридпорт скончался 8 марта 1924 года в коттедже Surprise, Route De Passeur, в приходе Вейл, Гернси, недалеко от пляжа L’Ancresse и гольф-клуба, Нормандские острова, и был похоронен в приходской церкви Вейл, Сен-Мишель-дю-Валь.